# La Pisana
La Pisana är Roms fyrtiofjärde zon och har beteckningen Z. XLIV. Zonen är uppkallad efter godset La Pisana. Zonen La Pisana bildades år 1961. 
La Pisana gränsar till Gianicolense, Magliana Vecchia, Ponte Galeria och Castel di Guido.

## Katolska institutioner
- Collegio Internazionale San Lorenzo da Brindisi

## Övrigt
- Castello della Tenuta dei Massimi
- Riserva naturale della Tenuta dei Massimi